# Petrus Tun
Petrus Tun (ur. 19 marca 1936 w stanie Yap, zm. 23 marca 1999 w Honolulu) – mikronezyjski polityk, nauczyciel i urzędnik, wiceprezydent Mikronezji od 1979 do 1983 roku.
Ukończył studia zoologiczne na Uniwersytecie Hawajskim. Pracował następnie jako nauczyciel i dyrektor w szkole średniej.
Służył jako gubernator prowincji Yap za rządów kolonialnych i ponownie od 1987 do 1991. Od 1966 był również senatorem Powierniczych Wyspy Pacyfiku oraz zasiadał na kierowniczych stanowiskach w administracji lokalnej i przedsiębiorstwach. Przyczynił się do uzyskania przez Mikronezję niepodległości. Od 1979 do 1983 jako pierwszy pełnił funkcję wiceprezydenta kraju u boku Tosiwo Nakayamy. Od 1983 do 1987 był doradcą gubernatora Yap Johna Mangefela, po czym pełnił funkcję gubernatora od 12 stycznia 1987 do 9 stycznia 1991. Następnie aż do śmierci był specjalnym doradcą swego następcy Vincenta Figira. Był również negocjatorem porozumienia między Stanami Zjednoczonymi a Mikronezją.
Zmarł w 1999 roku. Pochowany został wbrew własnemu życzeniu z honorami państwowymi w mieście Gagil.
Jego żoną była Carmen Mutnguy Tun, nauczycielka, która jako pierwsza przełożyła Pismo Święte na język yap.